# Jugoslawische Eishockeyliga 1976/77
Die Saison 1976/77 war die 35. Spielzeit der jugoslawischen Eishockeyliga, der höchsten jugoslawischen Eishockeyspielklasse. Meister wurde zum insgesamt 17. Mal in der Vereinsgeschichte der HK Jesenice.

## Hauptrunde

### Tabelle
|    | Klub                  | Punkte |
| -- | --------------------- | ------ |
| 1. | HK Jesenice           | 32     |
| 2. | HK Olimpija Ljubljana | 22     |
| 3. | KHL Medveščak Zagreb  | 16     |
| 4. | HK Kranjska Gora      | 8      |
| 5. | HK Partizan Belgrad   | 2      |

Sp = Spiele, S = Siege, U = Unentschieden, N = Niederlagen